# Kurzer 8-cm-Granatwerfer 42
Der Kurze 8-cm-Granatwerfer 42 war ein deutscher Mörser der Wehrmacht im Zweiten Weltkrieg.

## Beschreibung
Der Granatwerfer, der auch Stummelwerfer genannt wurde, war eine Weiterentwicklung des Granatwerfers 34, dessen Rohr um 39,6 cm gekürzt war. Die Entwicklung begann 1940 und Ende 1941 waren die ersten Geräte verfügbar. Durch die Halbierung des Gewichtes sollte der Einsatz bei den Fallschirmjägerdivisionen der Luftwaffe erleichtert werden. Später wurde er auch vom Heer als Ersatz für den ab 1941 nicht mehr produzierten 5-cm-Granatwerfer 36 genutzt. Es wurden 3,5 Kilogramm schwere Granatgeschosse genutzt. Bei einigen Versuchsmustern konnte man den Schuss mit einer Leine auslösen.